# Compsosuchus
Compsosuchus ("Vacker krokodil") var ett släkte köttätande dinosaurier som levde i Indien för 70 miljoner år sedan. Det enda som hittats är några halskotor.
Det är omdiskuterat vilken familj Compososuchus ska klassas till. Den klassas ibland till Abelisauridae, men också till Allosauroidea. Det sistnämnda är osäkert däri att forskare anser att allosaurioderna var utdöda vid den tiden. Den har även klassats som någon sorts coelurosaurie. 